# 王凤朝 (京剧鼓师)
王凤朝（1930年—2009年8月5日），男，天津人，中国国家京剧院一级鼓师（高级职称）。

## 生平
王凤朝生于1930年，自幼在天津稽古社习艺，解放后入中国京剧院，司鼓技艺精湛，司鼓风格“稳得住，催得上”。参与剧院首创的剧目有《杨门女将》、《满江红》、《龙女牧羊》、《初出茅庐》、《强项令》等，1960年参与拍摄京剧电影《杨门女将》，担任鼓师。1990年参与拍摄京剧电影《凤还巢》，担任鼓师，2009年在北京逝世。